# Acidoxanthopsis advena
Acidoxanthopsis advena är en tvåvingeart som beskrevs av Erich Martin Hering 1941. Acidoxanthopsis advena ingår i släktet Acidoxanthopsis och familjen borrflugor.
Artens utbredningsområde är Tanzania. Inga underarter finns listade i Catalogue of Life.